# The Battle of San Pietro
The Battle of San Pietro is een Amerikaanse documentaire uit 1945 geregisseerd door John Huston en volgt soldaten terwijl ze in de Tweede Wereldoorlog San Pietro Infine willen bezetten.
De film was zeer realistisch neergezet en het Amerikaanse leger verbood de film. John Huston werd ervan beschuldigt dat zijn film anti-oorlog was, waarop Huston reageerde dat als hij ooit een pro-oorlog film zou maken, ze hem meteen mogen neerschieten.
Later zou legergeneraal George Marshall besluiten, omdat de film zo realistisch was weergegeven, hem te gebruiken als trainingsfilm voor nieuwe soldaten. Uiteindelijk leverde dit Huston zelfs een ere-medaille op.
De film bevindt zich momenteel in het publiek domein en is in 1991 opgenomen in het National Film Registry.